# Qntal
Qntal je německá kapela hrající „elektro-středověkou“ hudbu. Založena byla v roce 1991 Michaelem Poppem a Ernstem Hornem; později se k sestavě přidala vokalistka Syrah (Sigrid Hausen). Qntal má kořeny v žánrově podobné, stylově však odlišné tvorbě kapely Estampie. Hlavními členy obou kapel jsou Michael Popp a Syrah. Horn opustil Qntal v roce 1999 se záměrem soustředit se na svou druhou kapelu, Deine Lakaien. V roce 2001 pak zformoval skupinu Helium Vola. Následně se ke Qntalu připojil Philipp Groth (také znám jako Fil). V roce 2008, po opuštění newyorské kapely Unto Ashes, navázala spolupráci s Qntalem a Estampie zpěvačka a violistka Sarah M. Newman (Mariko).
Skupina čerpá texty především z historických pramenů. Písně prvních tří alb byly převážně v latině, středověké němčině, galicijsko-portugalštině a několika dalších evropských jazycích. Album Qntal IV obsahovalo několik písní v angličtině. Dvě nahrávky z tohoto alba, Cupido a Flamma, se v roce 2005 umístily na hudebním žebříčku DAC, Cupido na 1. místě, Flamma na 8. místě.
„Qntal“ je neznámé slovo, které pochází ze Syřina snu. Zdroje se neshodují na výslovnosti. Sama Syrah jej během živých vystoupení vyslovuje jako [kn̩tal].
Qntal byl hlavním aktem na významných gotických a industriálních hudebních festivalech, jmenovitě např. Wave-Gotik-Treffen a M'era Luna. Svůj americký debutový koncert odehrál Qntal v září 2004 na Dracula's Ball ve Filadelfii. V letech 2007, 2008 a 2011 se skupina zúčastnila akce Bad Faerie Ball na baltimorském FaerieConu.

## Diskografie

### Studiová alba
| Rok  | Název                         | Nahrávací společnost                 | Nejvyšší umístění |
| Rok  | Název                         | Nahrávací společnost                 | Německo           |
| ---- | ----------------------------- | ------------------------------------ | ----------------- |
| 1992 | Qntal I                       | Gymnastic Records                    | —                 |
| 1995 | Qntal II                      | Gymnastic Records                    | —                 |
| 2003 | Qntal III: Tristan und Isolde | Stars in the Dark / Noir Records     | —                 |
| 2005 | Qntal IV: Ozymandias          | Drakkar Entertainment / Noir Records | 71                |
| 2006 | Qntal V: Silver Swan          | Noir Records                         | 74                |
| 2008 | Qntal VI: Translucida         | Drakkar Entertainment                | 77                |
| 2014 | Qntal VII                     | Drakkar Entertainment                | —                 |
| 2018 | Qntal VIII: Nachtblume        | Drakkar Entertainment                | —                 |

### EP
| Rok  | Název      | Nahrávací společnost                          |
| ---- | ---------- | --------------------------------------------- |
| 2003 | Nihil      | Stars in the Dark / Vielklang Musikproduktion |
| 2004 | Illuminate | Noir Records                                  |

### Kompilace
- 2008 – Purpurea: The Best Of, Drakkar Entertainment

### Singly
- 2002 – O, Tristan
- 2003 – Entre Moi
- 2005 – Cupido
- 2005 – Flamma
- 2006 – Von den Elben
- 2008 – Sumer

### Speciální edice
- 2006 – Qntal V: Silver Swan 2 CD; speciální edice Noir Records s ilustracemi Briana Frouda

### V kompilacích
- 1993 – „Por Mau Tens“ na German Mystic Sound Sampler Volume IV, Zillo
- 1993 – „Ad Mortem Festinamus“ na We Came To Dance - Indie Dancefloor Vol. III, Sub Terranean
- 2005 – „Ecce Gratum (Club Mix)“ na Asleep by Dawn Magazine Presents: DJ Ferrets Underground Mix #1, Asleep by Dawn Magazine
- 2005 – „Entre Moi Et Mon Amin“ na Sleepwatching, Vol. 1 DVD, Asleep by Dawn Magazine
- 2006 – videoklip „Von Den Elben“ na Asleep By Dawn - DJ Ferret's Underground Mix #2 CD/DVD, Asleep by Dawn Magazine

## Členové

### Současní členové
- Sigrid „Syrah“ Hausen (1991–současnost) – vokály
- Michael Popp (1991–současnost) – vokály, vielle, saz, šalmaj, úd, tar
- Mariko (2010–současnost) – viola, doprovodné vokály
- Markus Köstner (2005–současnost) – bubny (v živých vystoupeních)

### Bývalí členové
- Ernst Horn (1991–1999)
- Philipp „Fil“ Groth (2002–2014) - klávesy, vokály, kytary, programování